# سام ماكينون
سام ماكينون (بالإنجليزية: Sam Mackinnon) مواليد 25 أغسطس 1976، هو لاعب كرة سلة أسترالي سابق بدأ مسيرته الاحترافية في سنة 1994.

## روابط خارجية
- سام ماكينون على موقع الاتحاد الدولي لكرة السلة (الإنجليزية)
- سام ماكينون على موقع كرة السلة الأوروبية.كوم (الإنجليزية)
- سام ماكينون على موقع ريلجم (الإنجليزية)
- سام ماكينون على موقع بروبوليرز (الإنجليزية)
- سام ماكينون على موقع سبورتس رفرنس (الإنجليزية)
- سام ماكينون على موقع أوليمبيديا (الإنجليزية)
- سام ماكينون على موقع اتحاد ألعاب الكومنولث (مؤرشف) (الإنجليزية)
- سام ماكينون على موقع دورة ألعاب الكومنولث 2006 (مؤرشف) (الإنجليزية)